# بي أم جي (شركة تسجيلات)
بي أم جي رايتس مانجيمنت (بالإنجليزية:BMG Rights Management) هي شركة ألمانية لتسجيلات الموسيقية والنشر تأسست في أكتوبر 2008 بــبرلين.

## تاريخ الشركة
BMG هي اختصار لـ Bertelsmann Music Group، تأسست سنة 1987 في ألمانيا كجزء من مجموعة شركة برتلسمان الإعلامية، في البداية كانت شركة موسيقى وإنتاج أسطوانات، امتلكت علامات تسجيل شهيرة مثل Arista Records و RCA Records، وأصبحت واحدة من أكبر أربع شركات موسيقى في العالم.
في عام 2004 اندمجت BMG مع شركة Sony Music ليشكلا معًا Sony BMG، في سنة 2008 باعت Bertelsmann حصتها في Sony BMG، فانتهت BMG ككيان مستقل في صناعة التسجيلات.

## وصلات خارجية
- الموقع الرسمي

- بي أم جي على قاعدة بيانات ديسكوغز (الإنجليزية)
- بي أم جي على قاعدة بيانات ميوزيك برينز (الإنجليزية)